# Dolama
Dolama (tur. dolama) je vrsta starinske muške i ženske nošnje, slična kaputu, od ljubičaste, zelene ili crvene čoje, sa dugim rukavima koji su zatvoreni ili razrezani, otvoreni (sa čevkenima), tako da vise ili se pozadi sapnu jedan za drugi da ne smetaju i da su ruke slobodne.
Obično je do kolena, ali može biti i duža. Neke se dolame presamićuju spreda i za pojas pašu. Dolamu su nosili janjičari, a kasnije je u nas dobila značaj svečane narodne nošnje.
Po turskom istoričaru Ahmed Rasimu dolama je janjičarski kaftan, a ime je dobila po tome što su janjičari imali običaj da pri putovanju,  radi lakšeg hoda, oba skuta svojih kaftana zavrate i zadenu za pojas. Tu radnju označava turska reč dolamak „zavratiti {skute)”, od čega potiče reč dolama „zavrtanje skutova” i po tome je kaftan nazvan dolama.  